# Spielwarenmesse International Toyfairn Nürnberg

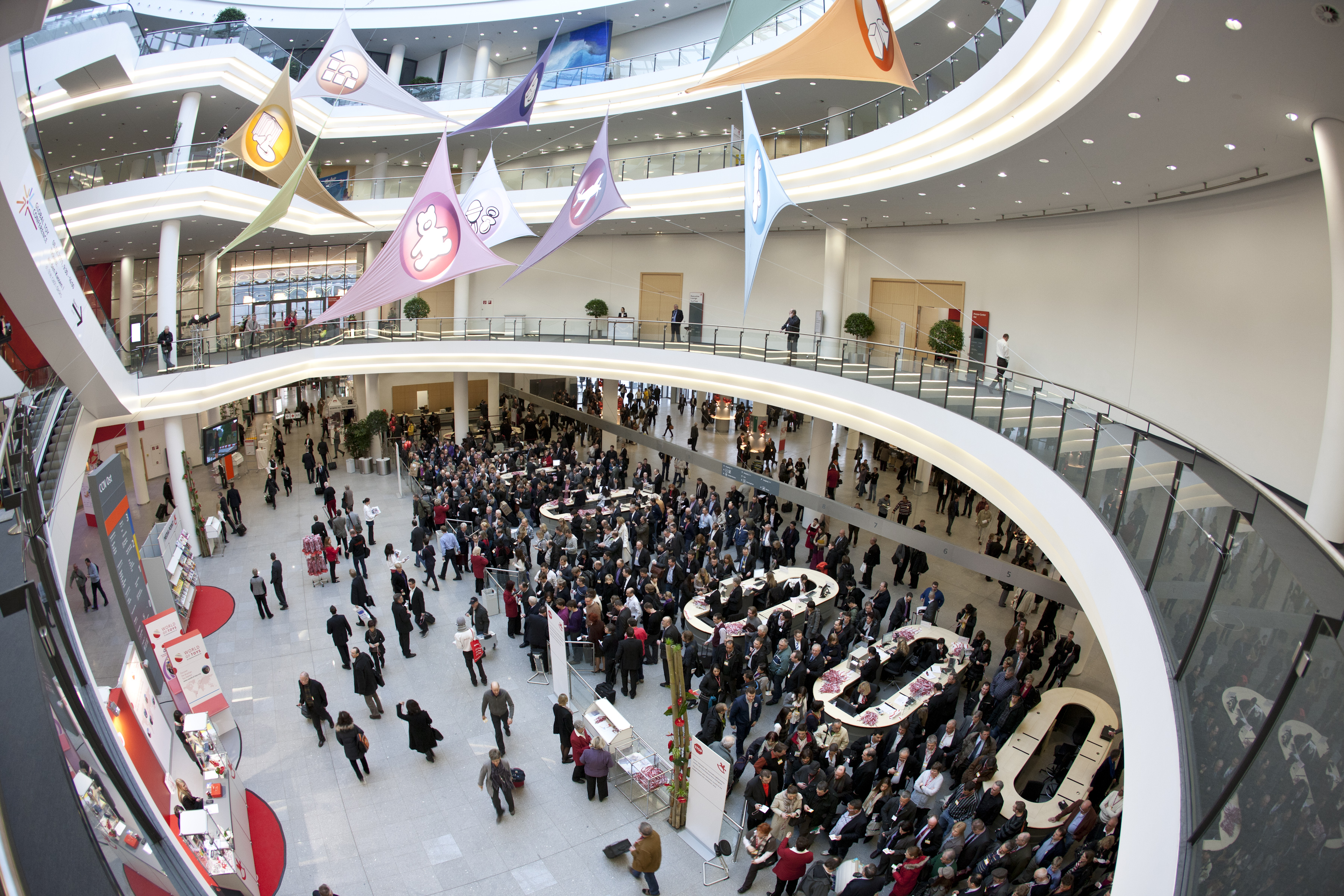
Fairground

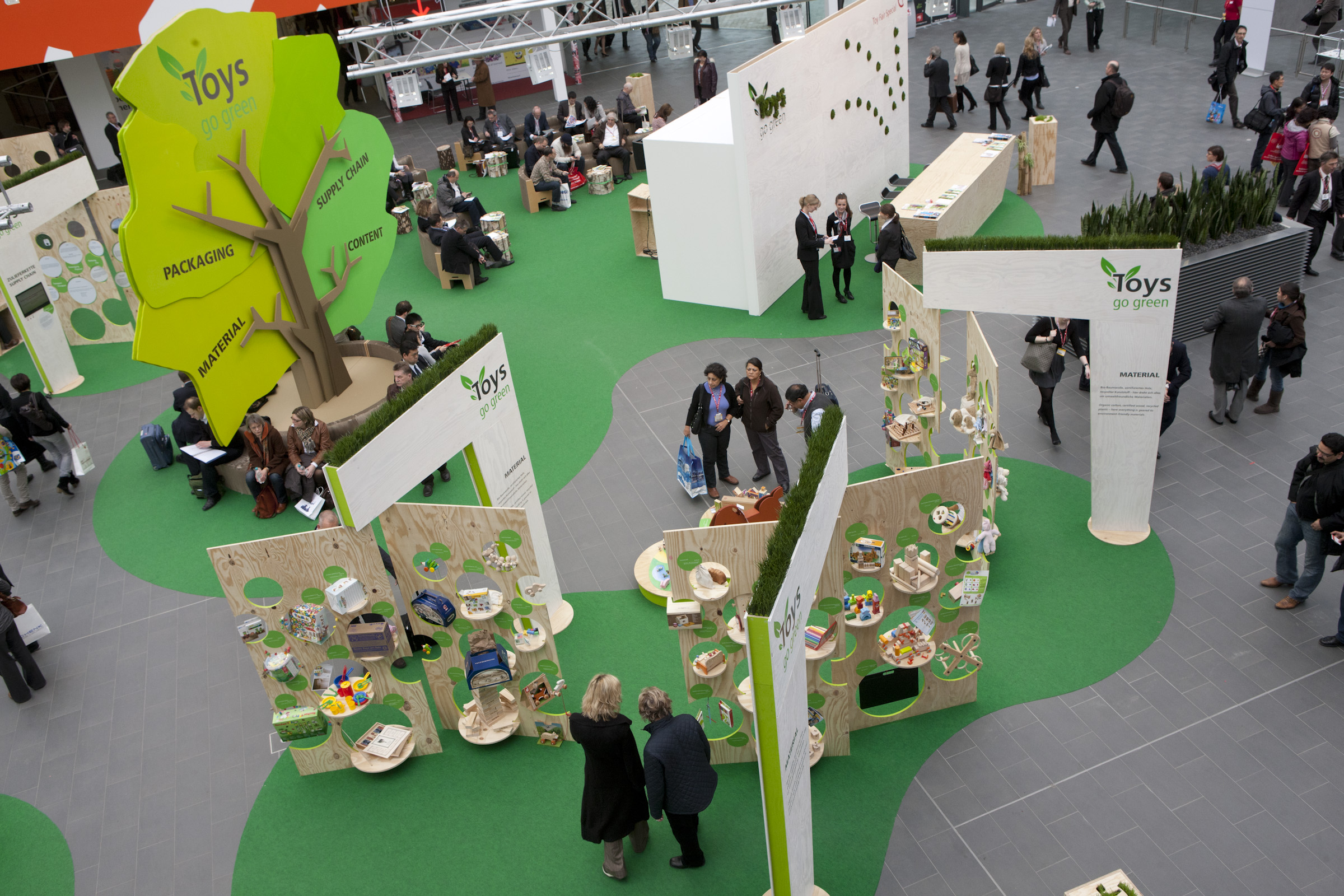
Toys go Green!

Spielwarenmesse International Toy Fair Nürnberg — крупнейшая в мире международная выставка игрушек и игр. Проводится ежегодно в Нюрнберге (Германия).
Участники — более 2700 экспонентов из 60 стран мира. Посетители выставки — специалисты индустрии детских товаров и их гости, а также специализированная пресса. В 2011 году в выставке в Нюрнберге приняли участие около 79 000 посетителей-специалистов, 54 % из которых прибыли из-за рубежа. Организатором ярмарки является немецкая выставочно-маркетинговая компания «Spielwarenmesse eG», которая специализируется в области индустрии детских товаров.

## Разделы выставки
Ежегодно на выставке игрушек производители представляют около миллиона наименований товаров, 70 000 из которых — новинки. Spielwarenmesse International Toy Fair разделена на следующие 12 различных товарных групп (данные выставки 2011 года):
- Конструкторы и хобби
- Модели железных дорог, аксессуары
- Куклы, мягкие игрушки
- Книги, видеоигры, развлекательное программное обеспечение
- Карнавальные костюмы, все для праздников
- Деревянные игрушки, наборы для творчества
- Поделки, рисование, творчество
- Товары для спорта и активного отдыха
- Школьные принадлежности, канцелярские товары для детей
- Игрушки для новорожденных
- Мульти-продуктовая группа — разные товары для детей

## Премия ToyInnovation/ToyAward
ToyAward — это премия, которая ежегодно вручается автору самой креативной, инновационной и концептуально продуманной игрушки или детской игры. Жюри, состоящее исключительно из экспертов индустрии детских товаров, определяет победителей в пяти категориях (данные выставки 2011 года):
- Игрушки и игры для новорожденных и грудничков
- Игрушки и игры для детей дошкольного возраста
- Игрушки и игры для школьников
- Игрушки и игры для подростков и для всей семьи
- Специальный приз (каждый год выбирается отдельная тематика)

## Международная конференция по игрушкам — Global Toy Conference
Международная конференция по игрушкам проводится в последний день работы выставки. На ней специалисты обсуждают темы, касающиеся будущего индустрии игрушек и промышленности, а также поднимаются вопросы о безопасности производства, преимуществах онлайн-маркетинга и продаж в интернете.

## Spielwarenmesse eG
Компания Spielwarenmesse eG является организатором выставки Spielwarenmesse International Toy Fair. Она была основана 11 июля 1950 года 46 компаниями-производителями игрушек и первоначально называлась «Deutsche Spielwaren-Fachmesse eGmbH». В 1958 году её переименовали в «Spielwarenmesse eGmbH», а с 1973 года она называлась «Spielwarenmesse eingetragene Genossenschaft». Её совладельцами являются исполнительный комитет, наблюдательный совет и Генеральная Ассамблея.
В 2010 году компания Spielwarenmesse eG основала дочернее предприятие «Spielwarenmesse (Shanghai) Co, Ltd». Проектная команда в Шанхае отвечает за участие китайских компаний в Spielwarenmesse International Toy Fair. По всему миру работает большое число представителей Spielwarenmesse еG, они отвечают за участие производителей детских товаров из своих стран на выставке.